# Nusrat Ghani
Pour les articles homonymes, voir Ghani.
Nusrat Munir Ul-Ghani, dite Nus Ghani, née le 1er septembre 1972, est une femme politique britannique.
Membre du Parti conservateur, elle est élue députée pour la circonscription de Wealden dans le Sussex depuis 2015.
Elle est Ministre d'État à la Science et à la Sécurité des investissements du 7 septembre au 21 novembre 2022, puis Ministre d'État à l'Industrie du 21 novembre 2022 au 5 juillet 2024.

## Biographie
Nusrat Munir Ul-Ghani est née le 1er septembre 1972 à Azad Kashmir. Elle grandit à Birmingham, dans un milieu ouvrier et fait des études à la Bordesley Green Girls 'School. Elle étudie ensuite à l'Université de Birmingham pour ensuite passer une maîtrise à l'Université de Leeds en relations internationales.
Elle travaille dans les associations Age UK et Breakthrough Breast Cancer, et plus tard pour le BBC World Service.
Elle est membre du Parti conservateur britannique, est députée de Wealden dans l'East Sussex depuis 2015. Elle est sous-secrétaire d'État parlementaire au ministère des Transports et lord-commissaire du Trésor.
De 2015 à 2017, elle est membre du comité restreint des affaires intérieures.
En juillet 2017, elle est nommée secrétaire parlementaire privée au ministère de l'Intérieur. Elle participe à la rédaction de rapports sur les affaires intérieures, la sécurité, les crimes haineux, la police et l'immigration. La même année, elle préside le Réseau des champions de la diversité de l'apprentissage du gouvernement (Government's Apprenticeship Diversity Champions Network).
Nusrat Ghani soutient le Brexit.
En janvier 2018, elle est nommée whip adjointe au sein du ministère des Transports. Nusrat Ghani est la première femme ministre musulmane à parler depuis la Chambre des communes.
Lors du remaniement ministériel de 2020, Nusrat Ghani perd son poste de sous-secrétaire d'état au ministère des transports. Elle est remplacée par Kelly Tolhurst.
Bien qu'elle ait voté en faveur du deuxième confinement lors de la pandémie du COVID-19, Nusrat Ghani devient membre du comité directeur du COVID Recovery Group (en), un groupe de députés conservateurs hostiles au confinement en décembre 2020.
Depuis 2022, elle est vice-présidente du comité 1922.
Toujours en 2022, elle déclare avoir été démise de ses fonctions ministérielles, deux ans auparavant, parce qu'elle est musulmane. Mark Spencer, qui est supposé l'avoir informée que sa religion avait été mentionnée comme étant un problème, dément ses allégations. Le secrétaire à la Justice et vice-Premier ministre Dominic Raab reconnaît la gravité de ces allégations et appelle Nusrat Ghani à déposer une plainte officielle afin de permettre l'ouverture d'une enquête,,.